# Дор (Брусноволовське сільське поселення)
Дор (рос. Дор) — присілок у складі Нюксенського району Вологодської області, Росія. Входить до складу Городищенського сільського поселення.

## Населення
Населення — 23 особи (2010; 30 у 2002).
Національний склад (станом на 2002 рік):
- росіяни — 100 %